# فیروز مشرقی
فیروز مشرقی(مرگ ۲۸۳ قمری) شاعرِ عهد طاهریان و صفاریان و معاصر عمرو لیث صفاری (۲۶۵–۲۸۷) بود و به سال ۲۸۳ هـ. ق درگذشت.

## زندگی
تذکره نویسان از احوالش اطلاعی نداده‌اند. از میان اشعار او ۹ بیت شامل سه قطعه دو بیتی و سه بیت مفرد برجای مانده‌است.
| مرغی است خدنگ او عجب دیدی |  | مرغی که شکار او همه جانا   |
| داده پر خویش کرکسش هدیه   |  | تا بچه ش را برد به مهمانا… |

| یکی همچون پرن بر اوج خورشید |  | یکی چون شایورد از گرد مهتاب |